# Rhamphixius championi
Rhamphixius championi är en insektsart som beskrevs av Fowler 1904. Rhamphixius championi ingår i släktet Rhamphixius och familjen kilstritar. Inga underarter finns listade i Catalogue of Life.